# Ronaldo Menéndez
Ronaldo Menéndez (La Habana, 1970) es escritor cubano afincado en Madrid desde fines de 2004.

## Biografía
Licenciado en Historia del Arte, es fundador de la escuela de escritura Billar de Letras (Madrid) y autor de novelas y relatos que han aparecido en numerosas antologías en América Latina, España, Estados Unidos, Alemania y Francia. 
Colaboró durante años como crítico literario y de arte con las principales revistas especializadas cubanas, y como columnista en el diario El Comercio de Lima, ciudad en la que también fue profesor de periodismo en centros de educación superior, antes de instalarse en Madrid en diciembre de 2004, donde reside desde entonces. Dicta cursos de técnicas narrativas; colabora con diversas publicaciones periódicas y como editor literario.
Participó en 2007 en el evento literario Bogotá39.

### El escritor
Menéndez debutó en la literatura como cuentista y a los veinte años, en 1990, ganó el Premio David, lo que le significó la publicación de su primer volumen de relatos, Alguien se va lamiendo todo. Después continuó practicando el género breve y siete años más tarde salió su segundo cuentario, El derecho al pataleo de los ahorcados, con el que obtuvo el más preciado galardón de su país, el internacional Casa de las Américas. Considerado uno de los jóvenes talentos en este género, fue selecciones por Eduardo Becerra para formar parte del elenco de autores del libro colectivo El arquero inmóvil. Nuevas poéticas del cuento, que aparecieron en 2006 y del que formaron parte, enter otros, Andrés Neuman, Eloy Tizón, Fernando Iwasaki, Rodrigo Fresán, Ana María Shua o Marcelo Cohen. 
En 1999 publicó su primera novela, La piel de Inesa, que fue distinguida con el premio internacional de la editorial Lengua de Trapo, a la que siguió Las bestias (2006). Sobre ella, el galardonado escritor español Juan Bonilla manifestó en El Mundo: «La novela es vertiginosa, la prosa de Ronaldo Menéndez, de una eficacia que hace recordar a los grandes maestros americanos del género negro. Ritmo taquicárdico, se dice en la contra de la novela: es verdad. La novela alcanza velocidad supersónica y se dirige hacia un final catastrófico, no sin antes plantear, como al paso, algunas reflexiones imponentes acerca del propio sentido de la ficción».
Río Quibú es su tercera novlea (2008). Peio Hernández del diario Público escribió: «Ronaldo es uno de los más finos escritores del momento. Un delicado maestro orfebre que destaca por la pericia en la tensión y agudeza en la estructura, producto de una exigente dedicación a la investigación del relato corto. También sus novelas se leen como cuentos y así sucede en cada uno de los capítulos de Río Quibú. Sólo puedes quedar agarrado a las tapas del libro, mientras te explotan en la cara, uno tras otro, todo tipo de sucesos. Suelta semillas de vez en cuando, que florecen a lo largo de la lectura».
La casa y la isla (2016) ha tenido un gran éxito de público y crítica. Francisco Solano en el diario El País señaló que podría decirse que con esta novela "se inicia un nuevo tratamiento literario sobre la realidad política y psicológica de Cuba". 
Menéndes ha escrito también obras de no ficción, como Rojo aceituna. Un viaje a la sombra del comunismo (2014). En este libro ilustrado, celebrado por la crítica, se mezclan reflexión, aventuras y literatura de viajes.

## Obras

### Novelas
- La piel de Inesa, Editorial Lengua de Trapo, 1999
- Las Bestias, Editorial Lengua de Trapo 2005
- Río Quibú, Editorial Lengua de Trapo 2007
- La casa y la isla, Alianza de Novelas, 2016
- El proceso de Roberto Lanza, Alianza de Novelas, 2023

### Libros de relatos
- Alguien se va lamiendo todo, Ediciones Unión, 1990
- Hipocampos, Ediciones hermanos Loynaz, 1997
- El derecho al pataleo de los ahorcados, Editorial Casa de las Américas, 1997 (Lengua de Trapo, 1999)
- De modo que esto es la muerte, Lengua de Trapo, 2002
- Covers: en soledad y compañía,  Páginas de Espuma, 2010
- La nieta de Pushkin,  Páginas de Espuma, 2020

### Literatura juvenil
- El agujero de Walpurgis, Edelvives, 2014

### No ficción
- Cinco golpes de genio: técnicas fundamentales en el arte de escribir cuentos, Alba Editorial, 2013
- Contar las huellas: claves para narra tu viaje, Alba Editorial, 2015
- Rojo aceituna. Un viaje a la sombra del comunismo, Páginas de Espuma, 2014

### Participación en antologías
- Nuevos cuentistas cubanos, Letras cubanas, 1996
- Nuevos narradores cubanos, Siruela, 1998
- El ánfora del diablo: novísimos cuentistas cubanos, Extramuros, 1999
- Líneas aéreas, Lengua de Trapo, 1999
- Pequeñas resistencias 4: antología del nuevo cuento norteamericano y caribeño, Páginas de Espuma, 2005
- El arquero inmóvil. Nuevas poéticas del cuento, Páginas de Espuma, 2006
- Contar las olas: trece cuentos para bañistas, Lengua de Trapo, 2006

## Galardones
- Premio David 1990 (Cuba) por Alguien se va lamiendo todo
- Premio Casa de las Américas 1997 por El derecho al pataleo de los ahorcados
- Premio Internacional de Novela Lengua de Trapo 1999 por La piel de Inesa